# サハラ (ザ・リッピントンズのアルバム)
| 専門評論家によるレビュー | 専門評論家によるレビュー |
| レビュー・スコア         | レビュー・スコア         |
| 出典                     | 評価                     |
| ------------------------ | ------------------------ |
| Allmusic                 | link                     |

『サハラ』（Sahara）は、フュージョン・バンド、ザ・リッピントンズが1994年にGRPレコードよりリリースしたアルバム。
ジェフリー・オズボーンを迎え、スピナーズの楽曲である「I'll Be Around」をカバーしており、これは初のフル・ボーカルの曲となる。

## トラックリスト
| 全作曲: ラス・フリーマン *はトーマス・ベルとフィル・マートによる。 |                                                                                          |       |                                                          |      |
| #                                                                  | タイトル                                                                                 | 作詞  | 作曲・編曲                                               | 時間 |
| 1.                                                                 | 「ネイティヴ・サンズ・オブ・ア・ディスタント・ランド - "Native Sons of a Distant Land"」 |       | ラス・フリーマン *はトーマス・ベルとフィル・マートによる | 4:47 |
| 2.                                                                 | 「トゥルー・コンパニオン - "True Companion"」                                            |       | ラス・フリーマン *はトーマス・ベルとフィル・マートによる | 4:26 |
| 3.                                                                 | 「アイル・ビー・アラウンド - "I'll Be Around" *」                                        |       | ラス・フリーマン *はトーマス・ベルとフィル・マートによる | 4:04 |
| 4.                                                                 | 「プリンシプルズ・オブ・ディザイアー - "Principles of Desire"」                          |       | ラス・フリーマン *はトーマス・ベルとフィル・マートによる | 4:41 |
| 5.                                                                 | 「サハラ - "Sahara"」                                                                    |       | ラス・フリーマン *はトーマス・ベルとフィル・マートによる | 5:01 |
| 6.                                                                 | 「ティル・ウィア・トゥゲザー・アゲイン - "'Til We're Together Again"」                   |       | ラス・フリーマン *はトーマス・ベルとフィル・マートによる | 5:17 |
| 7.                                                                 | 「ザ・ベスト・イズ・イェット・トゥ・カム - "The Best Is Yet to Come"」                   |       | ラス・フリーマン *はトーマス・ベルとフィル・マートによる | 4:59 |
| 8.                                                                 | 「ジャーニーズ・エンド - "Journey's End"」                                               |       | ラス・フリーマン *はトーマス・ベルとフィル・マートによる | 3:13 |
| 9.                                                                 | 「ガール・ウィズ・ジ・インディゴ・アイズ - "Girl With the Indigo Eyes"」                 |       | ラス・フリーマン *はトーマス・ベルとフィル・マートによる | 4:49 |
| 10.                                                                | 「ポーシャ - "Porscha"」                                                                 |       | ラス・フリーマン *はトーマス・ベルとフィル・マートによる | 4:49 |
| 合計時間:                                                          | 合計時間:                                                                                | 46:06 |                                                          |      |

## 参加ミュージシャン
- ラス・フリーマン - ギター、キーボード、ベース
- トニー・モレイアス - ドラムス
- キム・ストーン - ベース
- ジェフ・カシワ - サックス
- スティーヴ・リード - パーカッション

- ジェフリー・オズボーン - ボーカル
- フィル・ペリー - ボーカル
- カーク・ウェイラム - サックス

他